# Santa Rosa, Kalifornien
Santa Rosa är huvudort för Sonoma County, Kalifornien, USA. Staden hade 2008 totalt 155 796 invånare. Santa Rosa är den största staden i Kaliforniens Wine Country och den femte största staden i San Francisco Bay Area efter San Jose, San Francisco, Oakland och Fremont.
Santa Rosas storstadsområde har en befolkning på 486 630 invånare, vilket gör det till det 12:e största i Kalifornien och 105:e största i USA.

## Geografi
Staden är en del av North Bay-området inom Bay Area, vilket även inkluderar städer som Sonoma, Healdsburg, Petaluma och Sebastopol. Santa Rosa är belägen vid U.S. Route 101, cirka 90 km norr om San Francisco via Golden Gate-bron. Staden ligger i Santa Rosa Creeks avrinningsområde, som börjar på Hood Mountain och rinner ut i Laguna de Santa Rosa. Den dominerande landformen i området är Hood Mountain i öster. Mot sydöst kan även Taylor Mountain och Sonoma Mountain tydligt ses från staden.

## Klimat
Santa Rosa har svala, fuktiga vintrar och varma, huvudsakligen torra, somrar. På sommaren rör sig ofta dimma och låg molnighet in från Stilla havet mellan kväll och morgon. Vanligen klarnar vädret framåt förmiddagen och solen kan bryta igenom för att värma upp området fram till solnedgången, men ibland stannar dimman hela dagen. I genomsnitt faller 773 mm regn årligen fördelat på 74 dagar. Det blötaste året var 1983 med 1 602 mm och det torraste året var 1976 med endast 289 mm. Mest regn under en enskild månad inträffade under februari 1998 när man fick 493 mm och mest regn under 24 timmar var 133 mm den 19 december 1981. Mätbara mängder snö är ovanligt, men mindre mängder kan ibland lägga sig på omkringliggande berg.
I genomsnitt får staden 28,9 dagar med en temperatur som når över 32 °C och 30,2 dagar med en temperatur som når under 0 °C. Den maximala temperaturen som mätts upp är 43 °C, vilket inträffade den 13 september 1971, och den kallaste uppmätta temperaturen är -9 °C den 13 december 1932.
|                                            | Jan   | Feb   | Mar   | Apr  | Maj  | Jun | Jul | Aug | Sep | Okt  | Nov   | Dec   |
| ------------------------------------------ | ----- | ----- | ----- | ---- | ---- | --- | --- | --- | --- | ---- | ----- | ----- |
| Normaldygnets maximitemperaturs medelvärde | 14    | 16    | 19    | 20   | 24   | 27  | 29  | 30  | 28  | 24   | 18    | 14    |
| Normaldygnets minimitemperaturs medelvärde | 4     | 4     | 6     | 7    | 9    | 11  | 12  | 12  | 10  | 8    | 5     | 3     |
|                                            |       |       |       |      |      |     |     |     |     |      |       |       |
| Nederbörd                                  | 161,5 | 142,8 | 109,1 | 51,0 | 25,8 | 8,3 | 0,9 | 2,7 | 9,6 | 46,6 | 111,4 | 155,3 |

| Diagram | temperaturer i °C • månadsnederbörd i mm • Källa: | temperaturer i °C • månadsnederbörd i mm • Källa: | temperaturer i °C • månadsnederbörd i mm • Källa: | temperaturer i °C • månadsnederbörd i mm • Källa: | temperaturer i °C • månadsnederbörd i mm • Källa: | temperaturer i °C • månadsnederbörd i mm • Källa: | temperaturer i °C • månadsnederbörd i mm • Källa: | temperaturer i °C • månadsnederbörd i mm • Källa: | temperaturer i °C • månadsnederbörd i mm • Källa: | temperaturer i °C • månadsnederbörd i mm • Källa: | temperaturer i °C • månadsnederbörd i mm • Källa: | temperaturer i °C • månadsnederbörd i mm • Källa: |
|         | 162 14 4                                          | 143 16 4                                          | 109 19 6                                          | 51 20 7                                           | 26 24 9                                           | 8 27 11                                           | 1 29 12                                           | 3 30 12                                           | 10 28 10                                          | 47 24 8                                           | 111 18 5                                          | 155 14 3                                          |

## Historia
Den första säkerställda europeiska bosättningen i Santa Rosa var hemmet till familjen Carrillo, släktingar till Mariano Guadalupe Vallejo. Det sägs dock att redan innan familjen Carrillo byggde sitt hem på 1830-talet fanns spanska/mexikanska bosättare i området som födde upp boskap i området och slaktade sina djur i vad som nu är Santa Rosa.
Under 1850-talet etablerades en Wells Fargo-utpost och affär i nuvarande centrala Santa Rosa. Mot mitten av 1850-talet lades ett gatunät ut i staden med ett torg i centrum. Detta mönster är huvudsakligen fortfarande mönstret för dagens gatunät, även om det centrala torget, nu kallat Old Courthouse Square, har ändrats.
År 1867 fick Santa Rosa status som stad av Sonoma County och 1868 erkände även delstaten denna status, vilket gjorde den till den tredje staden i Sonoma County efter Petaluma och Healdsburg.
Folkräkningar visar att sedan Kalifornien blev en delstat växte Santa Rosa snabbt, trots att man från början varit mindre än närliggande Petaluma. År 1870 var Santa Rosa den 8:e största staden i Kalifornien. Tillväxten sedan denna tidiga period har varit långsammare, men stadig.
Jordbävningen i San Francisco 1906 förstörde till stora delar centrala Santa Rosa, men befolkningen klarade sig relativt bra. Dock var tillväxten under den efterföljande tiden mycket långsam.
Den berömda regissören Alfred Hitchcock spelade in sin thriller Shadow of a Doubt i staden 1943. Filmen ger glimtar av hur staden såg ut på 1940-talet. Många av byggnaderna som kan ses existerar inte längre, främst på grund av omfattande byggnadsverksamhet efter jordbävningen i september 1969.

## Kända personer från orten
- Reina Leone, porrskådespelare